# Gunvor Group
Gunvor Group Ltd er en cypriotisk registeret commodity-handelsvirksomhed med handelskontor i Geneve, Schweiz. Gunvor har også handelskontorer i Singapore, Houston, Shanghai og London, i alt er de tilstede i 100 lande. De driver handel, transport, lagring og raffinering af olie, gas og andre energiprodukter.
Virksomheden blev etableret i år 2000 og er blandt de største i verden indenfor handel med råolie.